# The Harbourside
The Harbourside (tiếng Trung: 君臨天下 - Quân Lâm Thiên Hạ) là một khu căn hộ cao tầng thuộc tổ hợp nhà ở Union Square nằm trên bán đảo Cửu Long, Hồng Kông. Hoàn thành năm 2004 với độ cao 255 m và 74 tầng, đây là một trong những tòa nhà chọc trời được sử dụng làm khu căn hộ cao nhất của Hồng Kông.